# Funambule
Funambule è il quarto album di Grand Corps Malade, uscito il 28 ottobre 2013.

## Tracce
1. Au Théâtre – 4:25
2. J'ai mis des mots – 3:28
3. Le manège – 4:12
4. Te manquer (feat. Sandra Nkaké) – 4:06
5. Funambule – 4:35
6. Les lignes de la main – 2:14
7. Pause – 3:36
8. Le bout du tunnel – 4:21
9. La traversée (feat. Francis Cabrel) – 4:19
10. Les 5 sens – 3:35
11. Course contre la honte (feat. Richard Bohringer) – 6:19
12. Tant que les gens font l'amour – 4:49
13. Dans les vagues (feat. Nolwenn Hedde) (Bonus track) – 4:28

## Edizioni Speciali
Gli acquirenti della copia fisica del CD riceveranno un album in omaggio, il quale conterrà le tracce dell'album stesso in versione strumentale.

## Classifiche
| Classifica (2013)                                       | Posizione massima |
| ------------------------------------------------------- | ----------------- |
| Belgio (Ultratop Wallonia)                              | 11                |
| Francia (Syndicat national de l'édition phonographique) | 5                 |
| Svizzera (Schweizer Hitparade)                          | 34                |